# William Frederick Haynes Smith
William Frederick Haynes Smith (1839-1928) fue un noble y administrador colonial británico. 

## Biografía
Ocupó el cargo de gobernador de Antigua y Barbuda entre 1888 y 1895, designado por S.M. Victoria I, y de Bahamas entre 1895 y 1898. También fue gobernador y comandante en jefe de Chipre, ocupando su alto comisionado entre 1898 y 1904, estando la isla bajo soberanía turca. Fue nombrado caballero comendador de la Orden de San Miguel y San Jorge. Tuvo una hija, Anne Gordon Haynes-Smith.